# Lyle Thompson
Lyle Thompson (né le 9 septembre 1992) est un joueur professionnel de crosse évoluant au poste d'attaquant pour le Cannons Lacrosse Club en Premier Lacrosse League et avec le Swarm de Georgia en National Lacrosse League. De nationalité américaine, il évolue au niveau international avec l'équipe de la Confédération Iroquoise, la Fédération Internationale de Lacrosse la reconnaissant comme une nation à part entière compte tenu des origines amérindiennes du sport. 
Il est à l'heure actuelle, le seul joueur de crosse à avoir reçu le Tewaaraton Award deux années de suite.

## Carrière universitaire

### Déroulement de ses années universitaires
Comme son frère Miles et son cousin Ty (eux aussi joueurs professionnels), Lyle Thompson effectue sa carrière universitaire à l'Université d'État de New York à Albany.
En 2012, pour sa première saison il participe à 16 matchs dont 6 en tant que titulaire. Il inscrit 22 buts et réalise 16 assistances. Il marque au moins un but lors de 14 des 16 matchs auxquels il prend part.
Il est élu au sein de l'America East Conference All-Rookie Team.
L'année suivante, en 2013, il établit un nouveau record au sein de son université en réalisant un total de 63 assistances durant la saison. Il termine premier au niveau national en nombre de points par match (6,65) et second en nombre d'assistances par match (3,71). Cette performance lui permet d'être nommé parmi les 5 derniers finalistes du Tewaaraton Award et de figurer dans la première équipe All-American.
En 2014, il établit un nouveau record NCAA avec le plus grand nombre de points inscrits en une saison (128) et égale le record d'assistances national en une saison (77). Il devient aussi le leader de son université pour le nombre total de points inscrits en une seule saison (156).
Il reçoit encore une fois de nombreuses nominations (première équipe All-American, America East Player of the Year, All-America East...) et obtient avec son frère Miles, le Tewaraaton Trophy.
En 2015, pour sa dernière année universitaire, il établit deux nouveaux records NCAA, celui du plus grand nombre de points inscrits (400) et du plus grand nombre d'assistances réalisées (225) en carrière.
À l'issue de la saison, il remporte pour la seconde année consécutive le Tewaaraton Trophy.

### Trio Thompson
Lorsqu'il intègre l'équipe universitaire  des Great Danes, Thompson retrouve son frère Miles et son cousin Ty déjà présents dans l'effectif depuis un an. Ils marquent les trois années qu'ils passent ensemble par le spectacle, l'alchimie et la productivité dont ils font preuve. En 2014, leur impact sur le terrain est tel que Lyle et Miles se voient décerner le Teewaaraton Trophy. C'est la première fois que la récompense est attribuée à deux joueurs et de surcroît à deux frères.
De nombreux articles de presse et vidéos leur sont consacrés. CBS, Fox News, ESPN, Newsday,USA Today font partie des médias nationaux qui révèlent les performances du trio au grand public.

## Carrière professionnelle

### MLL
Thompson est drafté en première position de la MLL Colegiate Draft 2015 par le Launch de Floride.  
Il fait ses débuts professionnels lors de la 6e semaine de compétition, le 24 mai 2015, face à la Machine de l'Ohio. À cette occasion, il inscrit 3 points (1 but, 2 assistances). 
Durant sa première saison, il est élu Offensive Player of The Week lors des semaines 12 et 13. 

### NLL
Thompson est drafté en première position de la draft NLL 2015 par le Swarm de Georgia.

## Carrière internationale
Lyle Thompson évolue au niveau international avec l'équipe représentant la Confédération Iroquoise (Iroquois Nationals).
En 2012, il fait partie de l'équipe des moins de 19 ans qui remporte le championnat du monde face aux États-Unis.
En 2014, il remporte la médaille de bronze des Championnats du monde de crosse au champ aux côtés de Ty, son cousin, de Miles, son frère, tous trois déjà coéquipiers à l'université, mais aussi, cette fois-ci, de Jerome et Jeremy, les deux autres frères de Lyle et Miles.